# Pedley (Kalifornija)
Pedley je naseljeno područje za statističke svrhe u američkoj saveznoj državi Kalifornija. Prema popisu stanovništva iz 2010. u njemu je živjelo 12.672 stanovnika.